# Франческо Мария Сфорца
Франческо Мария Сфорца, нар. ил Дукето („Малкият херцог“) (на италиански: Francesco Maria Sforza, detto "il Duchetto"; * 30 януари 1491, Павия, Миланско херцогство; † 1512, Ангулем, Кралство Франция), е граф на Павия (1491 – 1499), граф на Бари (1494 – 1512) и абат на Мармутие (1505 –1512).

## Произход
Той е единствен син на Джан Галеацо Сфорца (* 1469, † 1494), херцог на Милано, и на съпругата му – неговата братовчедка неаполитанската принцеса Изабела Арагонска (* 1470, † 1524). Негови дядо и баба по бащина линия са миланският херцог Галеацо Мария Сфорца и Бона Савойска, а по майчина – крал Алфонс II и Иполита Мария Сфорца. Има три сестри:
- Бианка, починала като малка
- Иполита Мария (* 1493, † 1501), сгодена за Фердинанд Арагонски, херцог на Калабрия
- Бона (* 1494, † 1557), кралица на Полша и велика херцогиня на Литва като съпруга на Зигмунт I Стари

Негов кръстник е Леонардо да Винчи.

## Биография
Баща му Джан Галеацо официално е херцог на Милано, но всъщност неговият прачичо Лудовико „Мавъра“, син на първия херцог от династията Сфорца, Франческо, управлява години наред като наставник.
През 1494 г. император Максимилиан I Хабсбург сключва таен договор с Лудовико: императорът официално ще го инвестира като херцог на Милано, а Лудовико се ангажира с това да предложи своя съюз срещу французите. Договорът е скрепен от брака между императора и Бианка Мария Сфорца – дъщеря на покойния херцог Галеацо Мария Сфорца, брат на Лудовико. Инвеститурата е на 5 септември 1494 г. и за да я узакони, новият херцог открива правна тънкост: когато се ражда Лудовико, баща му Франческо вече е херцог на Милано за разлика от времето, когато се ражда по-големият му брат Галеацо.
Когато херцог Джан Галеацо умира на 20 октомври 1494 г., Херцогският съвет предпочита Лудовико като негов наследник, а не малкия Франческо, предвид заплахата на френския крал Шарл VIII, който започва да напредва към Италия.
На вдовицата Изабела Арагонска с децата ѝ е разрешено да остане да живее в херцогския апартамент с всички почести за нейния ранг.
Когато Шарл VIII умира, той е наследен от Луи XII, който като потомък на Валентина Висконти смята Миланското херцогство за свое наследство. Лудовико бяга в Бресаноне, оставяйки временно управление в Милано. Когато Луи XII влиза в града, Изабела се надява, че кралят може да даде на сина ѝ Франческо титлата, на която има право, но кралят има други планове: с оправданието, че иска да му даде образование съгласно ранга му, той взима Франческо във Франция. Там той по-късно става абат на Мармутие. Той никога повече не се връща в Милано и умира през 1512 г. на 20-годишна възраст след падане от кон.